# 伯納多特 (明尼蘇達州)
伯納多特（英語：Bernadotte）是位於美國明尼蘇達州尼科萊特縣伯納多特鎮區的一個非建制地區。

## 歷史
伯納多特的郵局於1871年設立，其後於1904年停運。此地得名自伯納多特王朝的建立者卡尔十四世·约翰，即尚-巴蒂斯特·伯納多特（Jean-Baptiste Bernadotte）。

## 地理
伯納多特所處的海拔為高於海平面306米（即1004英呎），而該地所採用的時區為UTC-6，即北美中部時區（CST）。同時該地設有夏令時間，為UTC-6調快一小時，即UTC-5（CDT）。